# Sarpsborg FK
El Sarpsborg FK es un equipo de fútbol de Noruega que juega en la Quinta División de Noruega, la sexta liga de fútbol más importante del país.

## Historia
Fue fundado el 8 de mayo de 1903 en la ciudad de Sarpsborg y es uno de los equipos más exitosos en la Copa de Noruega con 6 títulos en 12 finales, jugando la primera final en 1904, la cual perdieron ante el Odd Grenland.
Lograron ganar la tercera final a la que llegaron por marcador de 4-1 ante el SK Brann en 1917, su primer título de copa. Tuvo su periodo de grandeza en la década de los años 1970s, periodo en que se clasificaron a la Copa de Ferias de 1970/71.
Con excepción de las temporadas de 1957, 1962 y 1973; el Sarpsborg FK participó en todas las temporadas de la Tippeligaen desde su inauguración en 1937/38 hasta su descenso en 1974, y la última temporada del club en la máxima categoría fue en el año 1997.
Estuvo en la Adeccoligaen hasta la temporada 2007, y al finalizar esa temporada se fusionaron con sus rivales del Sparta Sarpsborg para crear al Sarpsborg Sparta FK, el cual tomó el lugar del Sparta en la Adeccoligaen. No dejaron de existir, ya que en el año 2008 se intgraron al Sarpsborg 08 FF, como un equipo amateur.

## Palmarés
- Copa de Noruega: 6

1917, 1929, 1939, 1948, 1949, 1951

## Participación en competiciones de la UEFA
| Temporada | Torneo                 | Ronda | Club         | Casa | Visita | Global |
| --------- | ---------------------- | ----- | ------------ | ---- | ------ | ------ |
| 1970-71   | Inter-Cities Fairs Cup | 1     | Leeds United | 0-1  | 0-5    | 0-6    |

## Jugadores destacados
| - Kristian Henriksen - Asbjørn Halvorsen - Asbjørn Hansen - Kolbjørn Nilsen | - Harry Kure - Egil Olsen - Harry Yven - Jim McCalliog |